# Abu Mohammad al-Julani
Ahmed Hussein aix-Xar'a (àrab: أحمد حسين الشرع, Aḥmad Ḥusayn ax-Xarʿ), conegut pel nom de batalla Abu Mohammad al-Julani (àrab: أبو محمد الجولاني, Abū Muḥammad al-Jūlānī), és un líder islamista que ha fet caure el règim dels Al-Assad a Síria. És un comandant militar i polític sirià, president de Síria des del 29 de gener de 2025. Com a emir de Tahrir al-Xam (HTS) entre 2017 i 2025, va liderar les ofensives de l'oposició siriana de 2024, que van derrocar el règim de Baixar al-Àssad i van instaurar un govern de transició.

## Biografia
Nascut a Riad, en una família siriana del Alts del Golan que va tornar el 1989 als voltants de Damasc,

### Membre d'Al-Qaida
Es va desplaçar a l'Iraq en 2003 per combatre amb Al-Qaida durant la Insurgència iraquiana contra la presència dels Estats Units durant la Guerra de l'Iraq fins que fou capturat i empresonat en 2006.

### Guerra Civil siriana
Alliberat en 2011 durant la Revolució Siriana que va tenir lloc durant la Primavera Àrab, va fundar el Front al-Nusra el 2012 per lluitar contra el govern de Baixar al-Àssad. Va resistir la fusió amb l'Estat Islàmic, fet que va provocar un conflicte entre els dos grups. El 2016, va trencar amb Al-Qaida i va transformar al-Nusra en Tahrir al-Xam (HTS), buscant legitimitat internacional i establint una administració tecnocràtica a les zones controlades per HTS.
Designat com a «terrorista global» pels EUA el 2013, se'n va oferir una recompensa de 10 milions de dòlars fins al desembre de 2024, quan va negociar amb representants estatunidencs.
Com a emir d'HTS entre 2017 i 2025, va liderar les ofensives de l'oposició siriana de 2024, que van derrocar el règim de Baixar al-Àssad i van instaurar un govern de transició. Al final de la Guerra Civil siriana va adoptar una imatge més moderada, comprometent-se a protegir les minories sirianes i a no expandir el conflicte fora de Síria.
El 8 de desembre de 2024, el primer ministre Mohammad Ghazi al-Jalali va reconèixer la caiguda del govern del Partit Baas del president Baixar al-Àssad i va estendre la mà a l'oposició, posant èmfasi en la preservació de les institucions estatals. Al-Julani va anunciar que al-Jalali dirigiria el govern de manera interina fins a la formalització d'un nou acord de govern.

### President de Síria
El 29 de gener de 2025 al-Julani va ser nomenat president de Síria a la Conferència de la Victòria de la Revolució Siriana celebrada al palau presidencial. Durant la transició es va abolir la Constitució de 2012, el partit Baas i es va dissoldre el Parlament sirià.